# Манассе Гербст
Манассе Гербст (нар. 1 листопада 1913, Галичина, Австро-Угорщина — пом. 3 січня 1997, Галландейл, Флорида, США) — німецькомовний актор німого кіно, дитина-актор, театральний актор та співак.
З 1930 по 1932 роки в Берліні він зіграв у 416 оперетах White Horse Inn. У першій половині 1930-х років Гербст мав роман з німецьким бароном Готфрідом фон Краммом, одним із найпопулярніших тенісистів того часу. Через це фон Крамм був засуджений у процесі нацистської пропаганди. Через його єврейське походження та заборони націонал-соціалістів Гербст втік з Німеччини в 1936 році. Пізніше він став громадянином США.

## Життєпис
У 1920 році Гербст брав участь у німому фільмі «Папа Гайдн», де зіграв роль маленького сина композитора Йозефа Гайдна. У 1926 році зіграв роль у німому фільмі «Син Ганнібала». Між 1930 і 1932 роками він виступав 416 разів протягом 18 місяців у опереті Im weissen Rössl (White Horse Inn), що завжди мала аншлаги у так званому «Театрі 5000», Großes Schauspielhaus у Берліні, поблизу Шифбауердамма. Його описували як культурну подію у Веймарській республіці, яка протистояла нацистам, які заборонили його як дегенеративне мистецтво (німецькою Entartete Kunst), щойно вони прийшли до влади в 1933 році
У 1931 році 17-річний Манассе Гербст познайомився з одруженим 21-річним Готфрідом фон Краммом у берлінському нічному клубі «Ельдорадо», коли останній був на початку своєї кар'єри чемпіона з тенісу. Вони мали близькі стосунки аж до вимушеної еміграції Гербста. Його спонсорував фон Крамм, що на той час було дуже незаконним. Гербст і фон Крамм намагалися підтримувати стосунки й надалі, чому намагалось завадити гестапо у ході Другої світової війни.
Манассе Гербст переїхав до Лісабона, Португалія, де не міг знайти роботу, оскільки не знав португальської мови. У 1937 році йому вдалося поїхати до Парижа, де він міг жити зі своїм братом. Звідти він зв'язався з фон Краммом, який отримав листа в Австралії, де він брав участь у тенісних змаганнях. Готфрід фон Крамм сподівався зустрітися з Гербстом у 1938 році, коли він мав приїхати до Парижа, щоб взяти участь у чемпіонаті Франції. Але цього не сталося.
У квітні 1937 року фон Крамма допитували гестапо про його інтимні стосунки з Гербстом. Чоловіча проституція була під забороною. Для нацистів донос на фон Крамма був лише незначним відгалуженням більшої справи Бломберга-Фріча. Намагаючись мінімізувати покарання, фон Крамм намагався скоротити тривалість свого зв'язку з Гербстом якраз в період до прийняття антигомосексуальних законів в 1935 році. У виправдовувальній заяві він заявив, що його шантажував Гербст, щоб уникнути суворого вироку за порушення правил валютного контролю. Готфрід фон Крамм був засуджений до року в'язниці, але вийшов на випробувальний термін через сім місяців. Його мати втрутилася і зустріла Германа Герінга, який був членом тенісного клубу Rot-Weiss, за який виступав фон Крамм.
Після Другої світової війни Гербст, уже будучи одруженим, відвідав Німеччину, щоб подякувати фон Крамму за порятунок йому життя. Пізніше Гербст жив у американському місті Халландейлі (штат Флорида), де і помер у 83-річному віці.

## Німе кіно
- 1920: Папа Гайдн (режисер Карл Фрей) — маленький син композитора Йозефа Гайдна
- 1926: Син Ганнібала (режисер Фелікс Баш), у головних ролях Ліан Гайд, Альфонс Фрайланд, Фердинанд фон Альтен, Зігфрід Арно, Олександр Мурський, Бруно Арно, Микола Малікофф

## Театр
- 1930—1932: The White Horse Inn (директор Ерік Шарелл) — Пікколо. Разом з Паулем Гербігером, Віллі Шефферсом, Зігфрідом Арно, Максом Гансеном, Вальтером Янкуном, Каміллою Спірою, Отто Воллбургом.